# Tobias Furneaux
Pour les articles homonymes, voir Furneaux.
Le capitaine Tobias Furneaux (21 août 1735 à Swilly près de Plymouth - Swilly 19 septembre 1781) est un navigateur anglais et un officier de la Royal Navy. Il accompagne James Cook (1728-1779) lors de sa deuxième expédition. Il est le premier homme à faire le tour du monde dans les deux sens.

## Biographie
Tobias Furneaux entre dans la Marine royale britannique et sert sur les côtes françaises et africaines, ainsi que dans les Antilles pendant la dernière partie de la guerre de Sept Ans (1760-1763). Il exerça les fonctions du deuxième lieutenant du HMS Dolphin sous les ordres du capitaine Samuel Wallis lors du voyage autour du monde de ce dernier (août 1766 - mai 1768). Furneaux fut fait commandant en novembre 1771 et commanda le HMS Adventure qui accompagna James Cook (commandant du Résolution) lors de son deuxième voyage.
Pendant cette expédition, Furneaux est séparé deux fois de son chef (du 8 février 1773 au 19 mai 1773 ; et du 22 octobre 1773 au 14 octobre 1774, date de son retour en Angleterre). Pendant la première séparation il explore une grande partie des côtes sud et est de la Tasmanie et en dresse la première carte en anglais. La plupart des noms qu'il a donnés ont subsisté ; Cook, en explorant cette côte pendant son troisième voyage, confirme les relevés de Furneaux et leur tracé (avec certaines critiques mineures et certaines corrections) et appelle archipel Furneaux un groupe d'îles dans le détroit de Bass et ainsi que l'atoll de Marutea Nord.
Après la séparation définitive entre l'Aventure et la Résolution au large de la Nouvelle-Zélande en octobre 1773, Furneaux revint seul en Angleterre, ramenant avec lui, outre des spécimens de Leptospermum lanigerum et des graines d’Eucalyptus obliqua, Omai d'Ulaietea, le premier indigène des îles des Mers du Sud qu'on eût vu dans les Îles britanniques. Ce dernier revint chez lui avec Cook en 1776-1777.
Furneaux est fait capitaine en 1775. Pendant la guerre d'indépendance des États-Unis, il commande le HMS Siren lors de l'attaque britannique du 28 juin 1776 contre Charleston, en Caroline du Sud.

### Sources et bibliographie
- (en) Cet article est partiellement ou en totalité issu de l’article de Wikipédia en anglais intitulé « Tobias Furneaux » (voir la liste des auteurs).
- (en) « Tobias Furneaux », dans Encyclopædia Britannica [détail de l’édition], 1911 (lire sur Wikisource).